# Chińska Akademia Nauk Społecznych

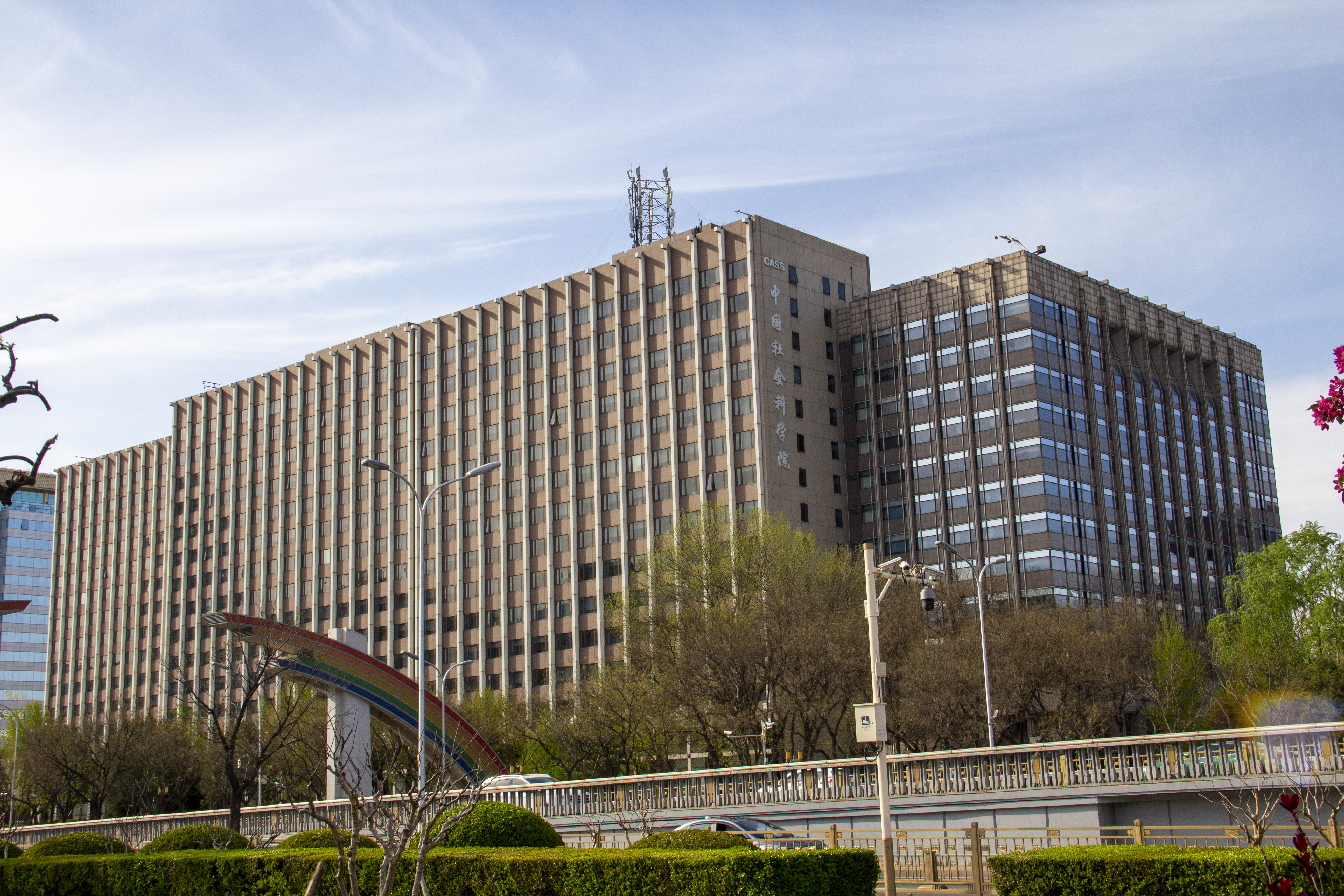
Siedziba Chińskiej Akademii Nauk Społecznych w Pekinie

Chińska Akademia Nauk Społecznych (chiń. upr. 中国社会科学院, chiń. trad. 中國社會科學院, pinyin Zhōngguó Shèhuì Kēxuéyuàn) – największa i najważniejsza chińska instytucja naukowa oraz ośrodek badań naukowych w zakresie filozofii i nauk społecznych. Została utworzona w 1977 roku w wyniku wydzielenia i reorganizacji Oddziału Filozofii i Nauk Społecznych Chińskiej Akademii Nauk. 
Chińskiej Akademii Nauk Społecznych podlegają 32 instytuty badawcze. Posiada ona własne wydawnictwo (Wydawnictwo Nauk Społecznych, Shehui Kexue Chubanshe) i wydaje periodyk Zhongguo Kexue.

## Lista przewodniczących
1. Hu Qiaomu 1977–1982
2. Ma Hong 1982–1985
3. Hu Qiaomu 1985–1988
4. Hu Sheng 1988–1998
5. Li Tieying 1998–2003
6. Chen Kuiyuan 2003–2013
7. Wang Weiguang 2013–2018
8. Xie Fuzhan od 2018